# Oriolus chinensis
Oriolus chinensis е вид птица от семейство Oriolidae.

## Разпространение
Видът е разпространен в Бангладеш, Виетнам, Индия, Индонезия, Камбоджа, Китай, Лаос, Малайзия, Мианмар, Русия, Северна Корея, Сингапур, Тайланд, Филипините и Южна Корея.